# ウェスティンホテル横浜
ウェスティンホテル横浜（-よこはま）は、神奈川県横浜市西区みなとみらいにあるホテル。
本項では、建物内の併設テナント（施設）などについても記す（後節参照）。

## 概要
2022年6月13日開業、日本6軒目のウェスティンブランドホテルである。積水ハウスが事業主であり、マリオット・インターナショナルがホテルの運営を担当。
建物の外観は「風にたなびく帆船」をイメージしており、当ホテルの客室は建物内の上層階（13階〜23階）を占めている（後節も参照）。総客室数は373であり、最も標準的な「デラックス」で42平方メートル、最上級の「プレジデンシャルスイート」は210平方メートルの広さがある。ロビー・フロントは最上階の23階に置かれており、下層階の3階にレストラン、4階にチャペル・宴会場、5階の総合ウェルネスフロアには屋内温水プール・スパ施設・フィットネススタジオを併設している。

## 施設
施設の詳細は公式サイトを参照。

### レストラン&バー
- インターナショナル・ビュッフェ「PACIFIC TABLE〈パシフィック・テーブル〉」（3階/142席）[6][7]
- グリル「Iron Bay〈アイアン・ベイ〉」（23階/98席）[8]
- バー「Code Bar〈コード・バー〉」（23階/33席）[9]
- ペストリーショップ「Sugar Merchant〈シュガー・マーチャント〉」（23階/47席）[10]

かつて営業していたレストラン
以下はリニューアル工事に伴い2025年5月25日閉業。
- フランス料理「Brasserie du Quai〈ブラッスリー・デュ・ケ〉」（3階/97席）
- 日本料理「喫水線〈きっすいせん〉」（3階/60席）

### 宴会場・会議室
いずれも会議やイベントの開催も可能なミーティングスペースとして使用可能。
- チャペル「樹〈たつき〉」（4階）[4]
- パーティー会場「Grand Ballroom〈グランドボールルーム〉」（4階/披露宴会場）[4]
- Explorer（4階/以下に3分割可能）[12][注 1]
  - コロンバス[注 2]
  - ダ・ガマ[注 3]
  - マゼラン[注 4]
- ディアス（4階）[注 5]
- Port 23（23階）

### ウェルネスフロア (5階)
- 屋内温水プール（サウナ付き）
- スパ施設「ヘブンリー スパ バイ ウェスティン」
- フィットネススタジオ（24時間利用可能）

### クラブラウンジ (22階)
- ウェスティンクラブ - クラブフロア宿泊者とプラチナエリート以上のマリオット会員はクラブラウンジを利用できる（12歳以上の同伴者1名も利用可/有料でビジター1名招待可）[13]。

## 当ホテルの立地と併設テナント
みなとみらい地区44街区の暫定商業施設「アルカエフ」の跡地に建設された。そのため当ホテルが入る建物の名称はみなとみらい44街区ビルであり、建物内の6階〜12階には長期滞在型ホテル「The Apartment Bay YOKOHAMA（アパートメントベイ横浜）」、1階には自動車ショールーム「ポルシェセンターみなとみらい」も併設されている。
また、同じくかつてアルカエフの敷地の一部であった隣接地（同街区内の北側区画）には、複合型住宅展示場、自動車ショールーム、飲食店などが入る暫定施設「LIVINGTOWN みなとみらい（リビングタウンみなとみらい）」が開設されている。
みなとみらい地区計画の歩行者動線としてあらかじめ建物の2階部分にデッキも整備されているが、周辺の開発が進んでいないため開業時点では他の建物に接続されていない。